# Tapacarí
Tapacarí é uma cidade da Bolívia, capital da província de Tapacarí, no departamento de Cochabamba. Está localizada a 50 km de Cochabamba.
- latitude: 17° 30' 53" Sul
- longitude: 66° 37' 15" Oeste